# Talavera milleri
Talavera milleri is een spinnensoort in de taxonomische indeling van de springspinnen (Salticidae).
Het dier behoort tot het geslacht Talavera. De wetenschappelijke naam van de soort werd voor het eerst geldig gepubliceerd in 1983 door Paolo Marcello Brignoli.